# SM Mall of Asia Arena
SM Mall of Asia Arena, còn được gọi là Mall of Asia Arena hoặc MoA Arena, là một nhà thi đấu thuộc khu phức hợp SM Mall of Asia ở Bay City, Pasay, Vùng đô thị Manila, Philippines. Nhà thi đấu có sức chứa 15.000 chỗ ngồi cho các sự kiện thể thao và có sức chứa tối đa là 20.000 người. Nhà thi đấu được khánh thành vào ngày 21 tháng 5 năm 2012. Nhà thi đấu này có ghế ngồi có thể thu vào và một bãi đỗ xe có sức chứa 2.000 xe hơi.
SM Mall of Asia Arena là địa điểm thay thế của Giải bóng rổ Nhà nghề Philippines khi Đấu trường Smart Araneta ở Thành phố Quezon không thể tổ chức các trận đấu. Nơi đây cũng là một trong những địa điểm chính của Hiệp hội Thể thao Đại học Philippines và Hiệp hội Thể thao Đại học Quốc gia.